# Kölsch (DJ)

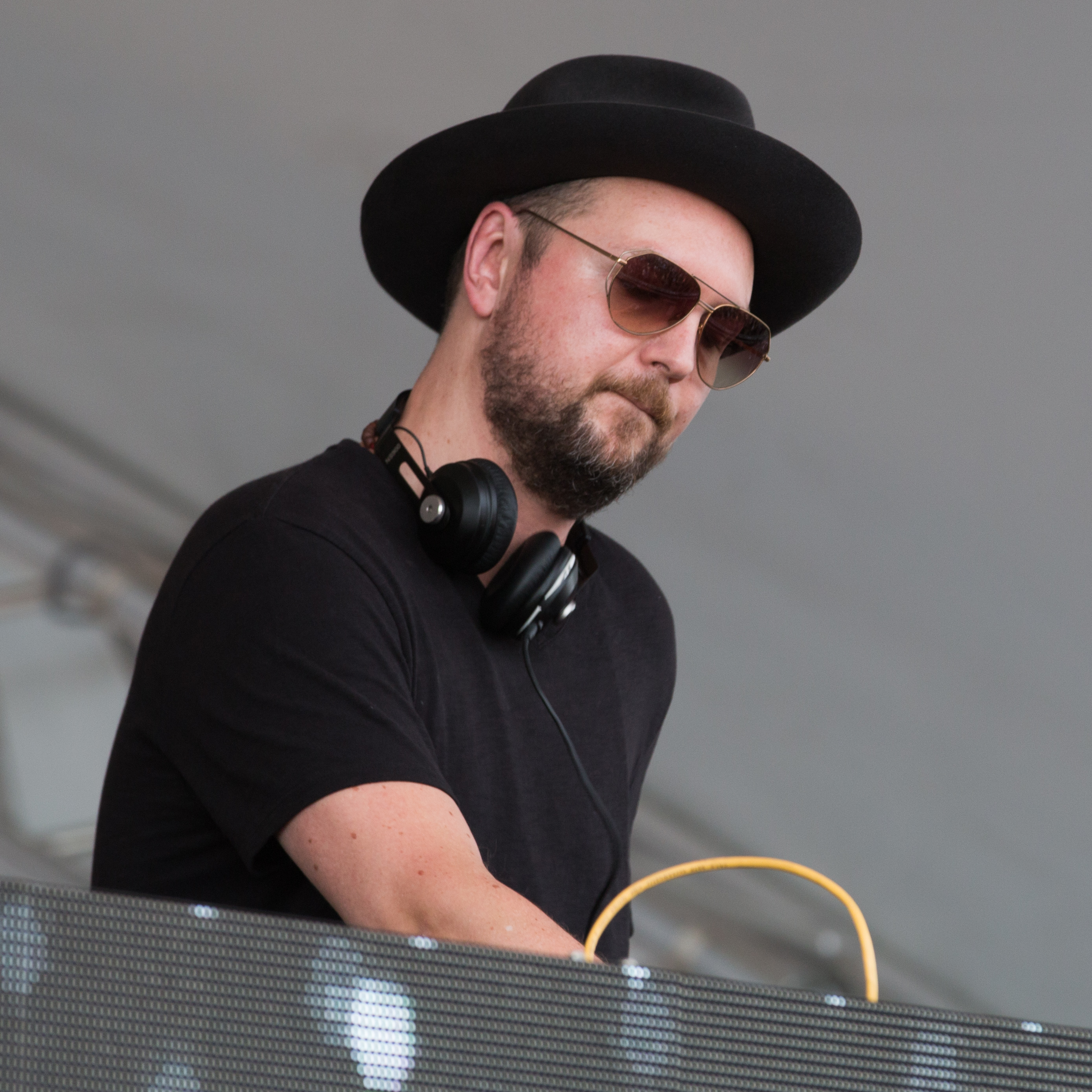
Kölsch beim Sea You 2015

Rune Reilly Kølsch, bekannt als Kölsch oder Rune RK, (* 9. Februar 1977 in Kopenhagen) ist ein dänischer DJ und Techno-Produzent. Er steht bei Kompakt Records unter Vertrag.

## Werdegang
Kölsch spielte in seiner Kindheit Gitarre und Schlagzeug. Mit elf Jahren war er Sänger seiner Band Rune and the Motherfuckers. Seine ersten Erfahrungen als DJ sammelte er beim Auflegen in einem Jugendclub. Mit 14 Jahren bekam Kölsch einen Amiga 500, auf dem er mit dem Erstellen von Samples begann. Im Jahr 2000 gründete er mit seinem Halbbruder Johannes Torpe das Produzentenduo Artificial Funk, das es mit einem Titel in die UK Top 40 schaffte. 2003 veröffentlichte er unter dem Namen Rune RK die Single Calabria, die bis heute seinen größten Erfolg darstellt. Nachdem er anschließend etwas radiofreundlichere Musik produziert hatte, wurde der deutsche Musikproduzent Michael Mayer auf ihn aufmerksam und nahm ihn bei seinem Label Kompakt Records unter Vertrag. Dort veröffentlichte Kölsch von 2013 bis 2017 drei Alben, in denen er seine Kindheit verarbeitet.

## Diskografie

### Alben
- 2013: 1977
- 2015: 1983
- 2017: 1989
- 2020: Now Here No Where
- 2021: Isopolis
- 2023: I Talk to Water

### Singles
- 2003: Calabria (2007 Club Mix, US: Gold)[2]
- 2010: Loreley
- 2010: Silberpfeil
- 2011: Opa
- 2011: Der Alte
- 2012: All that Matters
- 2013: Goldfisch
- 2013: Zig
- 2014: Papageno
- 2014: Cassiopeia
- 2015: Two Birds
- 2015: DerDieDas
- 2016: Grey
- 2018: Left Eye Left

### Remixes
- 2011: GusGus – Deep Inside (Kölsch Remix)
- 2012: Kris Menace – Lone Runner (Kölsch Remix)
- 2013: Panama – It’s Not Over (Kölsch Remix)
- 2013: Deadmau5 feat. Imogen Heap – Telemiscommunication (Kölsch Remix)
- 2013: Henry Krinkle – Stay (Kölsch Remix)
- 2014: Marc DePulse – No Need To Worry (Kölsch Remix)
- 2014: andHim – Hausch (Kölsch Remix)
- 2014: Wankelmut – Wasted So Much Time (Kölsch Remix)
- 2014: Coldplay – A Sky Full of Stars (Kölsch Remix)
- 2015: Monkey Safari – Cranes (Kölsch Remix)
- 2016: Sven Väth – Robot (Kölsch Remix)
- 2015: The Chemical Brothers feat. Beck – Wide Open (Kölsch Remix)
- 2017: London Grammar – Hell To The Liars (Kölsch Remix)

### Serien
- 2014: Balance Presents Kölsch